# Song Yoo-geol
Song Yoo-geol (16 de fevereiro de 1985) é um futebolista profissional sul-coreano que atua como goleiro.

## Carreira
Song Yoo-geol representou a Seleção Sul-Coreana de Futebol nas Olimpíadas de 2008.